# Мванги, Сэмми
Сэмюэль «Сэмми» Мванги (англ. Samuel "Sammy" Mwangi; род. 3 июня 1958) — кенийский боксёр, представитель легчайшей весовой категории. Выступал за национальную сборную Кении по боксу в первой половине 1980-х годов, победитель и призёр турниров международного значения, участник летних Олимпийских игр в Лос-Анджелесе.

## Биография
Сэмми Мванги родился 3 июня 1958 года.
Информация о начале пути в боксе и ранних достижениях на ринге отсутствует в открытых источниках.
Наивысшего успеха в своей спортивной карьере Мванги добился в сезоне 1984 года, когда вошёл в основной состав кенийской национальной сборной и побывал на Кубке короля в Бангкоке, откуда привёз награду бронзового достоинства — на стадии полуфиналов легчайшего веса был остановлен советским боксёром Аббаем Абдрахмановым. Благодаря череде удачных выступлений удостоился права защищать честь страны на летних Олимпийских играх в Лос-Анджелесе — предварительный этап категории до 54 кг прошёл без соперника, тогда как в 1/16 финала единогласным решением судей потерпел поражение от американца Роберта Шеннона и сразу же выбыл из борьбы за медали.
После лос-анджелесской Олимпиады Сэмми Мванги больше не показывал сколько-нибудь значимых результатов в боксе на международной арене.